# Coupe du monde de patinage de vitesse 2008-2009
Navigation
Édition précédente Édition suivante

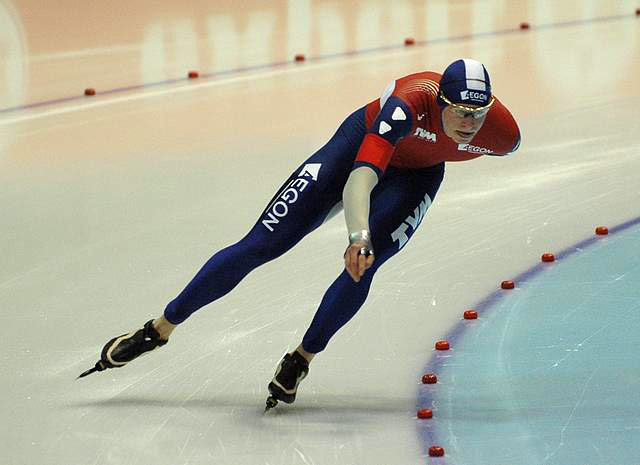
Sven Kramer

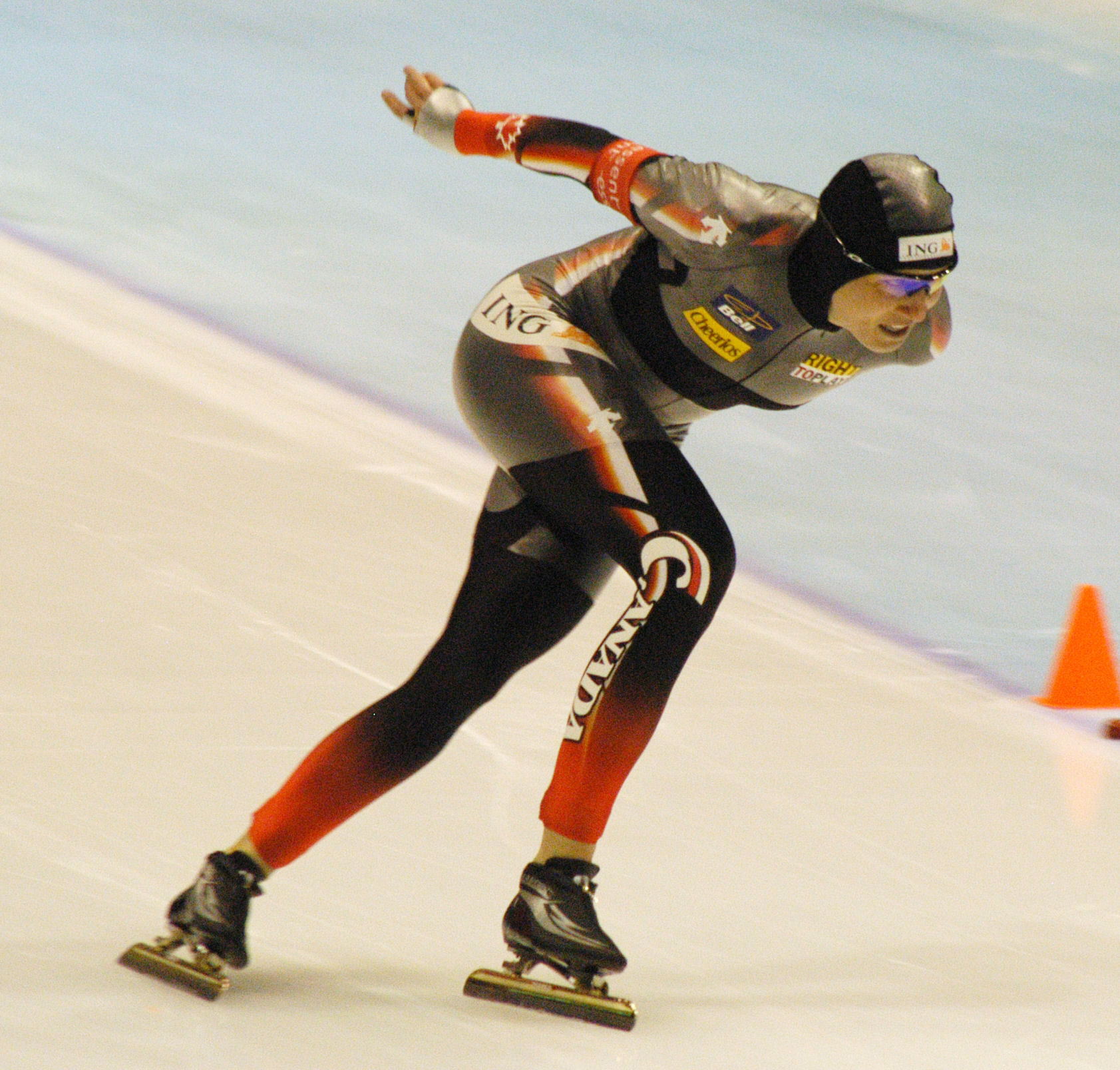
Kristina Groves

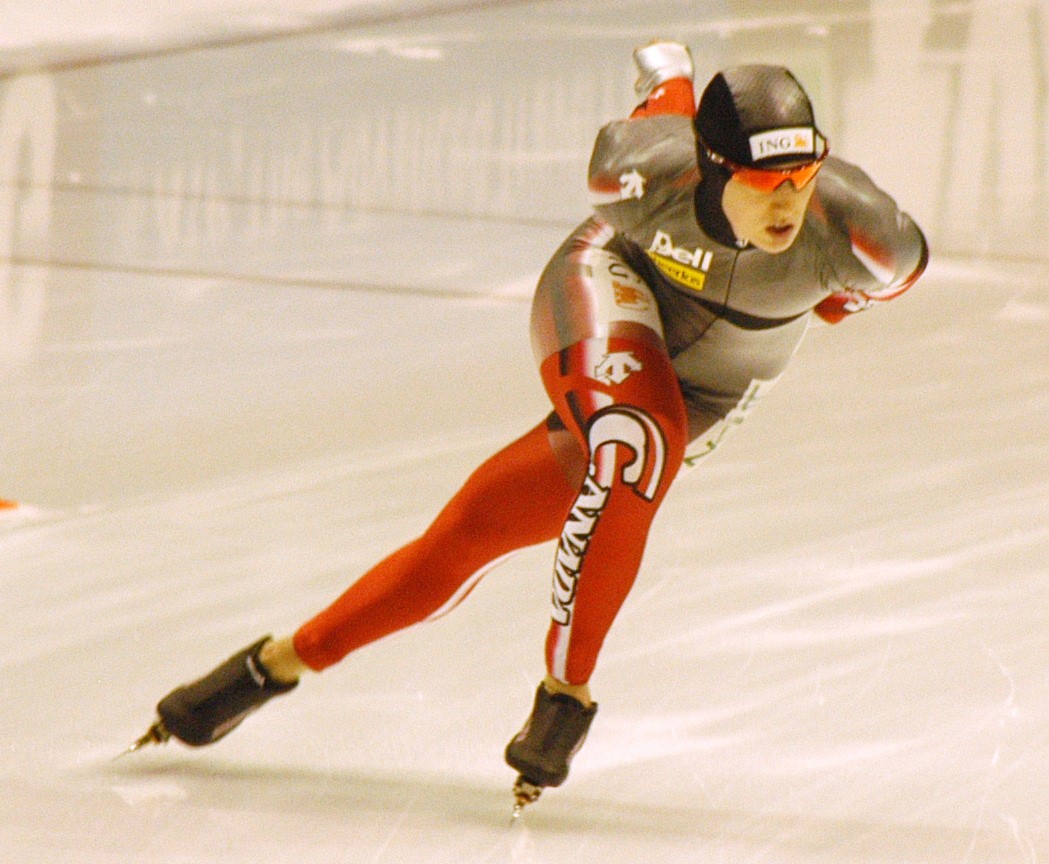
Brittany Schussler

La coupe du monde de patinage de vitesse 2008 - 2009 est une compétition internationale qui se déroule durant la saison hivernale. La saison est rythmée par plusieurs épreuves selon les distances entre le 7 novembre 2008 à Berlin (Allemagne) et le 8 mars 2009 à Salt Lake City (États-Unis). La compétition est organisée par l'Union internationale de patinage.
Les différentes épreuves sont le 100 mètres, 500 mètres, 1 000 mètres, 1 500 mètres, le combiné 5 000/10 000 mètres et la poursuite par équipes chez les hommes, chez les femmes les épreuves sont le 100 mètres, 500 mètres, 1 000 mètres, 1 500 mètres, le combiné 3 000/5 000 mètres et la poursuite par équipes.
Les différentes villes qui accueillent l'évènement sont par ordre chronologique Berlin, Heerenveen (Pays-Bas), Moscou (Russie, Changchun (Chine), Nagano (Japon), Kolomna (Russie), Erfurt (Allemagne), de nouveau Heerenveen puis Salt Lake City.

## Calendrier des épreuves
| Ville          | Patinoire                           | Date                        | 100 m | 500 m | 1000 m | 1500 m | 3k/5k | 5k/10k | Poursuite par équipes |
| -------------- | ----------------------------------- | --------------------------- | ----- | ----- | ------ | ------ | ----- | ------ | --------------------- |
| Berlin         | Hohenschönhausen                    | 7-9 novembre 2008           |       | 2x    | 1x     | 1x     | 1x    |        | 1x                    |
| Heerenveen     | Thialf                              | 14-16 novembre 2008         |       | 2x    | 1x     | 1x     | 1x    |        | 1x                    |
| Moscou         | Krylatskoye                         | 22-23 novembre 2008         |       |       |        | 1x     |       | 1x     |                       |
| Changchun      | Jilin Provincial Speed Skating Rink | 6-7 décembre 2008           | 1x    | 2x    | 2x     |        |       |        |                       |
| Nagano         | M-Wave                              | 13-14 décembre 2008         | 1x    | 2x    | 2x     |        |       |        |                       |
| Kolomna        |                                     | 24-25 janvier 2009          | 1x    | 2x    | 2x     |        |       |        |                       |
| Erfurt         | Gunda Niemann-Stirnemann Halle      | 30 janvier-1er février 2009 |       | 2x    | 1x     | 1x     | 1x    |        | 1x                    |
| Heerenveen     | Thialf                              | 14-15 février 2009          |       |       |        | 1x     |       | 1x     |                       |
| Salt Lake City | Utah Olympic Oval                   | 6-8 mars 2009               | 1x    | 1x    | 1x     | 1x     | 1x    |        |                       |
| Total          | Total                               | Total                       | 4x    | 13x   | 10x    | 6x     | 4x    | 2x     | 3x                    |

### Classement par discipline

#### 100 mètres
| Rang | Nom           | Points |
| ---- | ------------- | ------ |
| 1    | Yuya Oikawa   | 450    |
| 2    | Yu Fengtong   | 305    |
| 3    | Lee Kang-seok | 270    |

| Rang | Nom            | Points |
| ---- | -------------- | ------ |
| 1    | Jenny Wolf     | 450    |
| 2    | Thijsje Oenema | 236    |
| 3    | Xing Aihua     | 230    |

#### 500 mètres
| Rang | Nom                 | Points |
| ---- | ------------------- | ------ |
| 1    | Yu Fengtong         | 1086   |
| 2    | Keiichiro Nagashima | 957    |
| 3    | Tucker Fredricks    | 642    |

| Rang | Nom          | Points |
| ---- | ------------ | ------ |
| 1    | Jenny Wolf   | 1205   |
| 2    | Margot Boer  | 642    |
| 3    | Lee Sang-hwa | 635    |

#### 1 000 mètres
| Rang | Nom              | Points |
| ---- | ---------------- | ------ |
| 1    | Shani Davis      | 840    |
| 2    | Denny Morrison   | 705    |
| 3    | Stefan Groothuis | 590    |

| Rang | Nom                 | Points |
| ---- | ------------------- | ------ |
| 1    | Christine Nesbitt   | 646    |
| 2    | Kristina Groves     | 507    |
| 3    | Laurine van Riessen | 468    |

#### 1 500 mètres
| Rang | Nom              | Points |
| ---- | ---------------- | ------ |
| 1    | Shani Davis      | 470    |
| 2    | Trevor Marsicano | 374    |
| 3    | Havard Bøkko     | 363    |

| Rang | Nom                    | Points |
| ---- | ---------------------- | ------ |
| 1    | Kristina Groves        | 526    |
| 2    | Daniela Anschütz-Thoms | 355    |
| 3    | Christine Nesbitt      | 335    |

#### 5000/10000 mètres (hommes) - 3000/5000 mètres (femmes)
| Rang | Nom          | Points |
| ---- | ------------ | ------ |
| 1    | Sven Kramer  | 550    |
| 2    | Havard Bøkko | 485    |
| 3    | Bob de Jong  | 425    |

| Rang | Nom                    | Points |
| ---- | ---------------------- | ------ |
| 1    | Martina Sáblíková      | 610    |
| 2    | Daniela Anschütz-Thoms | 375    |
| 3    | Kristina Groves        | 375    |

#### Poursuite par équipes
| Rang | Nom    | Points |
| ---- | ------ | ------ |
| 1    | Canada | 310    |
| 2    | Italie | 220    |
| 3    | Japon  | 210    |

| Rang | Nom        | Points |
| ---- | ---------- | ------ |
| 1    | Tchéquie   | 235    |
| 2    | États-Unis | 205    |
| 3    | Pays-Bas   | 200    |

## Résultats

### Hommes
| 1. Berlin (7 novembre 2008 - 9 novembre 2008) |                     |                 |                |
| Épreuve                                       | Vainqueur           | Second          | Troisième      |
| 500 m (1)                                     | Keiichiro Nagashima | Pekka Koskela   | Lee Kyou-hyuk  |
| 500 m (2)                                     | Joji Kato           | Fengtong Yu     | Mika Poutala   |
| 1 000 m                                       | Stefan Groothuis    | Shani Davis     | Simon Kuipers  |
| 1 500 m                                       | Sven Kramer         | Erben Wennemars | Simon Kuipers  |
| 5 000 m                                       | Sven Kramer         | Håvard Bøkko    | Carl Verheijen |
| Poursuite par équipes                         | Canada              | Allemagne       | Japon          |

| 2. Heerenveen (14 novembre 2008 - 16 novembre 2008) |               |                  |               |
| Épreuve                                             | Vainqueur     | Second           | Troisième     |
| 500 m (1)                                           | Pekka Koskela | Dmitry Lobkov    | Fengtong Yu   |
| 500 m (2)                                           | Joji Kato     | Fengtong Yu      | Pekka Koskela |
| 1 000 m                                             | Shani Davis   | Pekka Koskela    | Simon Kuipers |
| 1 500 m                                             | Shani Davis   | Stefan Groothuis | Mark Tuitert  |
| 5 000 m                                             | Sven Kramer   | Carl Verheijen   | Enrico Fabris |
| Poursuite par équipes                               | Pays-Bas      | États-Unis       | Suède         |

| 3. Moscou (22 novembre 2008 - 23 novembre 2008) |              |              |               |
| Épreuve                                         | Vainqueur    | Second       | Troisième     |
| 1 500 m                                         | Håvard Bøkko | Mark Tuitert | Enrico Fabris |
| 10 000 m                                        | Bob de Jong  | Håvard Bøkko | Enrico Fabris |

| 4. Changchun (7 décembre 2008 - 9 décembre 2008) |               |                     |                     |
| Épreuve                                          | Vainqueur     | Second              | Troisième           |
| 100 m                                            | Yuya Oikawa   | Kang-Seok Lee       | Fengtong Yu         |
| 500 m (1)                                        | Fengtong Yu   | Keiichiro Nagashima | Lee Kyou-hyuk       |
| 500 m (2)                                        | Dmitry Lobkov | Fengtong Yu         | Keiichiro Nagashima |
| 1 000 m (1)                                      | Lee Kyou-hyuk | Stefan Groothuis    | Shani Davis         |
| 1 000 m (2)                                      | Simon Kuipers | Shani Davis         | Stefan Groothuis    |

| 5. Nagano (13 décembre 2008 - 14 décembre 2008) |                     |                |                 |
| Épreuve                                         | Vainqueur           | Second         | Troisième       |
| 100 m                                           | Yuya Oikawa         | Fengtong Yu    | Kang-Seok Lee   |
| 500 m (1)                                       | Keiichiro Nagashima | Fengtong Yu    | Joji Kato       |
| 500 m (2)                                       | Lee Kyou-hyuk       | Fengtong Yu    | Joji Kato       |
| 1 000 m (1)                                     | Shani Davis         | Denny Morrison | ' Lee Kyou-hyuk |
| 1 000 m (2)                                     | Shani Davis         | Lee Kyou-hyuk  | Denny Morrison  |

| 6. Kolomna (24 janvier 2009 - 25 janvier 2009) |                     |                     |                  |
| Épreuve                                        | Vainqueur           | Second              | Troisième        |
| 100 m                                          | Yuya Oikawa         | Joji Kato           | Zhongqi Zhang    |
| 500 m (1)                                      | Keiichiro Nagashima | Fengtong Fu         | Yuya Oikawa      |
| 500 m (2)                                      | Tucker Fredricks    | Keiichiro Nagashima | Fengtong Fu      |
| 1 000 m (1)                                    | Denny Morrison      | Stefan Groothuis    | Yevgeny Lalenkov |
| 1 000 m (2)                                    | Denny Morrison      | Stefan Groothuis    | Mark Tuitert     |

| 7. Erfurt (30 janvier 2009 - 1er février 2009) |                  |                     |                  |
| Épreuve                                        | Vainqueur        | Second              | Troisième        |
| 500 m (1)                                      | Fengtong Yu      | Keiichiro Nagashima | Tucker Fredricks |
| 500 m (2)                                      | Tucker Fredricks | Fengtong Yu         | Jan Smeekens     |
| 1 000 m                                        | Shani Davis      | Denny Morrison      | Jan Bos          |
| 1 500 m                                        | Denny Morrison   | Trevor Marsicano    | Shani Davis      |
| 5 000 m                                        | Sven Kramer      | Håvard Bøkko        | Bob de Jong      |
| Poursuite par équipes                          | Canada           | Italie              | Norvège          |

| 8. Heerenveen (14 février 2009 - 15 février 2009) |             |               |                  |
| Épreuve                                           | Vainqueur   | Second        | Troisième        |
| 1 500 m                                           | Shani Davis | Enrico Fabris | Trevor Marsicano |
| 10 000 m                                          | Sven Kramer | Håvard Bøkko  | Bob de Jong      |

| 9. Salt Lake City (6 mars 2009 - 8 mars 2009) |             |                  |                  |
| Épreuve                                       | Vainqueur   | Second           | Troisième        |
| 100 m                                         | Yuya Oikawa | Lee Kang-seok    | Yu Fengtong      |
| 500 m                                         | Yu Fengtong | Lee Kyou-hyuk    | Tucker Fredricks |
| 1 000 m                                       | Shani Davis | Trevor Marsicano | Denny Morrison   |
| 1 500 m                                       | Shani Davis | Trevor Marsicano | Denny Morrison   |
| 5 000 m                                       | Sven Kramer | Håvard Bøkko     | Carl Verheijen   |

### Femmes
| 1. Berlin (7 novembre 2008 - 9 novembre 2008) |                   |                        |                     |
| Épreuve                                       | Vainqueur         | Second                 | Troisième           |
| 500 m (1)                                     | Jenny Wolf        | Wang Beixing           | Lee Sang-hwa        |
| 500 m (2)                                     | Wang Beixing      | Jenny Wolf             | Lee Sang-hwa        |
| 1 000 m                                       | Christine Nesbitt | Shannon Rempel         | Laurine van Riessen |
| 1 500 m                                       | Kristina Groves   | Brittany Schussler     | Shannon Rempel      |
| 3 000 m                                       | Martina Sáblíková | Daniela Anschütz-Thoms | Masako Hozumi       |
| Poursuite par équipes                         | Pays-Bas          | Allemagne              | États-Unis          |

| 2. Heerenveen (14 novembre 2008 - 16 novembre 2008) |                   |                        |                   |
| Épreuve                                             | Vainqueur         | Second                 | Troisième         |
| 500 m (1)                                           | Jenny Wolf        | Wang Beixing           | Lee Sang-hwa      |
| 500 m (2)                                           | Jenny Wolf        | Wang Beixing           | Lee Sang-hwa      |
| 1 000 m                                             | Christine Nesbitt | Kristina Groves        | Wang Beixing      |
| 1 500 m                                             | Kristina Groves   | Daniela Anschütz-Thoms | Christine Nesbitt |
| 3 000 m                                             | Renate Groenewold | Martina Sáblíková      | Diane Valkenburg  |
| Poursuite par équipes                               | Pays-Bas          | Canada                 | Allemagne         |

| 3. Moscou (22 novembre 2008 - 23 novembre 2008) |                   |                   |                   |
| Épreuve                                         | Vainqueur         | Second            | Troisième         |
| 1 500 m                                         | Claudia Pechstein | Christine Nesbitt | Kristina Groves   |
| 5 000 m                                         | Claudia Pechstein | Martina Sáblíková | Stephanie Beckert |

| 4. Changchun (7 décembre 2008 - 9 décembre 2008) |                     |                   |                     |
| Épreuve                                          | Vainqueur           | Second            | Troisième           |
| 100 m                                            | Jenny Wolf          | Aihua XWing       | Lee Sang-hwa        |
| 500 m (1)                                        | Jenny Wolf          | Lee Sang-hwa      | Annette Gerritsen   |
| 500 m (2)                                        | Jenny Wolf          | Annette Gerritsen | Lee Sang-hwa        |
| 1 000 m (1)                                      | Kristina Groves     | Shannon Rempel    | Laurine van Riessen |
| 1 000 m (2)                                      | Laurine van Riessen | Kristina Groves   | Shannon Rempel      |

| 5. Nagano (13 décembre 2008 - 14 décembre 2008) |                    |                   |                 |
| Épreuve                                         | Vainqueur          | Second            | Troisième       |
| 100 m                                           | Jenny Wolf         | Aihua Xing        | Sayuri Osuga    |
| 500 m (1)                                       | Jenny Wolf         | Lee Sang-hwa      | Sayuri Osuga    |
| 500 m (2)                                       | Jing Yu            | Lee Sang-hwa      | Aihua Xing      |
| 1 000 m (1)                                     | Jennifer Rodriguez | Christine Nesbitt | Kristina Groves |
| 1 000 m (2)                                     | Christine Nesbitt  | Jing Yu           | Peiyu Jin       |

| 6. Kolomna (24 janvier 2009 - 25 janvier 2009) |             |                   |                   |
| Épreuve                                        | Vainqueur   | Second            | Troisième         |
| 100 m                                          | Jenny Wolf  | Judith Hesse      | Aihua Xing        |
| 500 m (1)                                      | Jenny Wolf  | Annette Gerritsen | Jing Yu           |
| 500 m (2)                                      | Jenny Wolf  | Peiyu Jin         | Jing Yu           |
| 1 000 m (1)                                    | Margot Boer | Jing Yu           | Christine Nesbitt |
| 1 000 m (2)                                    | Margot Boer | Anni Friesinger   | Christine Nesbitt |

| 7. Erfurt (30 janvier 2009 - 1er février 2009) |                   |                        |                   |
| Épreuve                                        | Vainqueur         | Second                 | Troisième         |
| 500 m (1)                                      | Jenny Wolf        | Jing Yu                | Peiyu Jin         |
| 500 m (2)                                      | Jenny Wolf        | Jing Yu                | Annette Gerritsen |
| 1 000 m                                        | Anni Friesinger   | Jing Yu                | Peiyu Jin         |
| 1 500 m                                        | Anni Friesinger   | Daniela Anschütz-Thoms | Ireen Wüst        |
| 3 000 m                                        | Martina Sáblíková | Daniela Anschütz-Thoms | Renate Groenewold |
| Poursuite par équipes                          | Tchéquie          | Russie                 | Pologne           |

| 8. Heerenveen (14 février 2009 - 15 février 2009) |                   |                   |                 |
| Épreuve                                           | Vainqueur         | Second            | Troisième       |
| 1 500 m                                           | Anni Friesinger   | Christine Nesbitt | Kristina Groves |
| 10 000 m                                          | Martina Sáblíková | Stephanie Beckert | Kristina Groves |

| 9. Salt Lake City (6 mars 2009 - 8 mars 2009) |                   |                        |                    |
| Épreuve                                       | Vainqueur         | Second                 | Troisième          |
| 100 m                                         | Jenny Wolf        | Yu Jing                | Shihomi Shinya     |
| 500 m                                         | Wang Beixing      | Jenny Wolf             | Yu Jing            |
| 1 000 m                                       | Anni Friesinger   | Sayuri Yoshii          | Christine Nesbitt  |
| 1 500 m                                       | Kristina Groves   | Maki Tabata            | Brittany Schussler |
| 5 000 m                                       | Martina Sáblíková | Daniela Anschütz-Thoms | Kristina Groves    |